# 悟雪山房琴谱
《悟雪山房琴谱》，古琴谱，清道光十五年，黄景星撰。

## 琴谱介绍
黄景星，号煨南，广东冈州人。本来从家藏抄本《古冈遗谱》习琴，在嘉庆末又另从何洛书（号琴斋）学习，至道光十五年与其他琴友联作琴社，讲求音律，共订得五十余曲，于道光二十二年由佛山杨锡泉付梓。